# 2019冠狀病毒病疫情對日本社會經濟的影響
- 關於公共衛生角度的疫情，請見「2019冠狀病毒病日本疫情」。
- 關於日本政府等日本行政機構的應對，請見「2019冠狀病毒病日本行政應對」。

2019冠狀病毒病日本社會經濟影響（日語：日本における2019年コロナウイルス感染症による社会・経済的影響），介紹2019冠狀病毒病疫情對日本造成的社会經濟影響及相關報道。
在日本，這些影響又稱作冠狀衝擊（コロナ・ショック）、冠狀危機（コロナ危機）、冠狀禍（コロナ禍）。

## 經濟

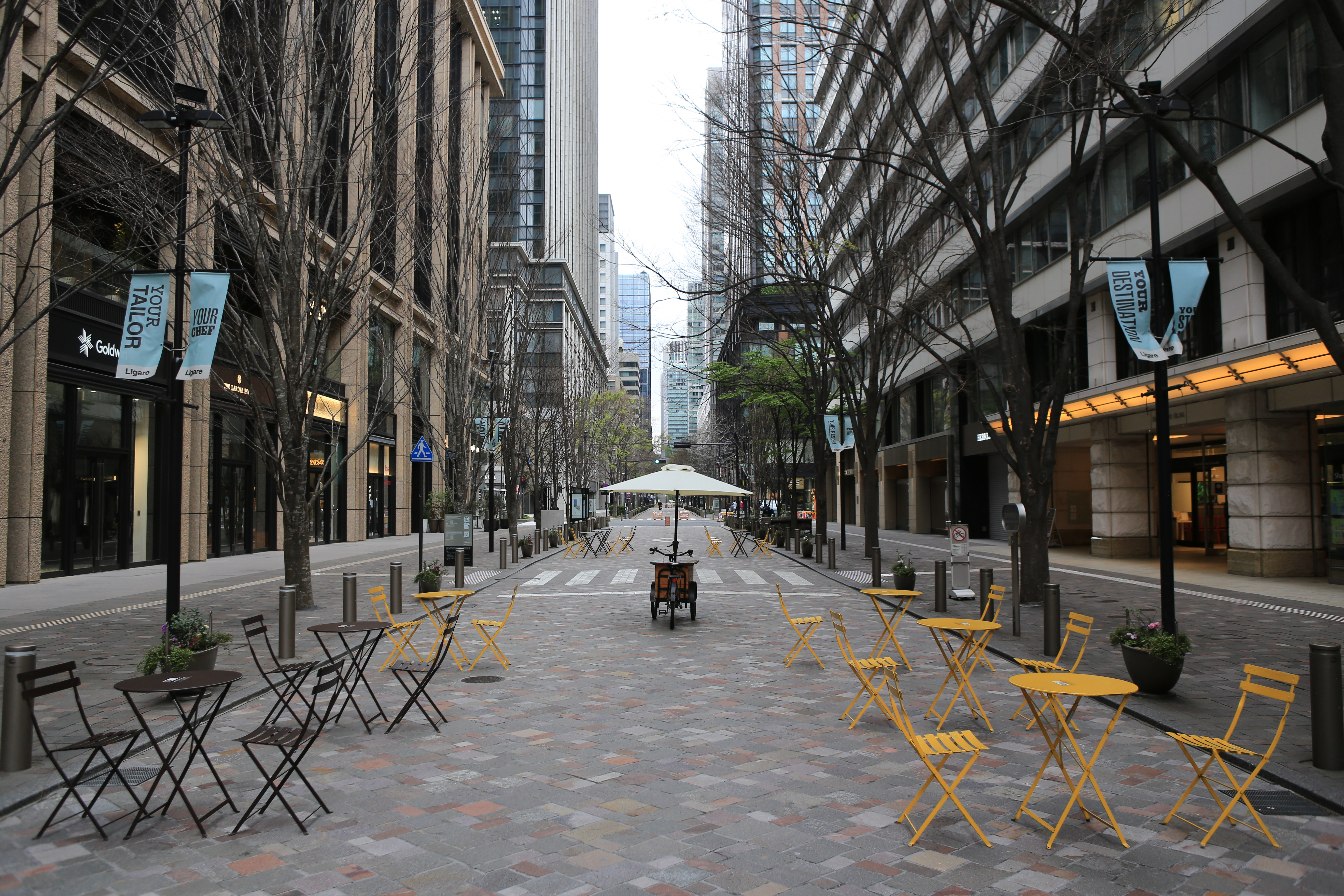
在避免外出請求下，周日午間人流稀少的

- 東京證券交易所、札幌證券交易所、名古屋證券交易所決定，對於因新型冠狀病毒感染症影響陷入資不抵債的上市企業，除牌寬限期與上市板變更基準由1年延長至2年；若Centrex的上市企業因新型冠狀病毒感染症影響，營業利益及營業活動的現金流量變為負數，當年度業績將不被考慮[1][2][3]。
- 4月16日，厚勞省指截至10日已收到463份雇用調整助成金申請，當中有3份已通過[4]。
- 17日，出入國在留管理廳因應疫情擴大，宣布為支援再就業，特別容許依法禁止從事其他行業的技能實習生在其他行業再就業。在避免外出請求下，再就業活動有各種困難，有外国人在技能實習結束後亦因COVID-19無法回国，於是向全統一勞動組合諮詢該找哪個部門；書記長佐佐木史朗書記長認為，「日本的在留資格對職業及勞動時間等的限制較多，無法應對新型冠狀病毒這類危機。監督技能實習制度的外国人技能實習機構亦未積極發放補償及保護資訊」[5]。
- 23日，全国律師接到約5千次電話諮詢，大多為失去收入，無法支付租金，生活陷入窮困。律師猪股正向厚生勞動省提出請願書，指停業請求需要有補償，否則會有愈來愈多的失業、破產，造成無法挽回後果[6]。
- 4月25日，厚生勞動省宣布，對響應當局請求者，將透過雇用調整助成金提供100%的補助金[7]。
- 2019新型冠狀病毒疫情下，有不少正式員工在家工作。2020年4月，民間調查機構「PERSOL綜合研究所」調查全国25,000人後，發現正式員工在家工作率為27.9%，非正式員工為17.0%。2020年4月施行的改正勞動者派遣法禁止對員工與派遣員工給予不合理差別待遇，只禁止派遣員工在家工作有機會觸犯法例。有公司允許正式員工隔周上班，但要求派遣員工每日出勤，發放給正式員工的在家用電腦，派遣員工亦無份獲得。有接受派遣的公司通知派遣員工，由於沒有在家工作制度，希望改成年假或缺勤。不少接受派遣的公司未提前制定好制度，無法即時應對疫情。即使想去都道府縣的勞動局及勞動組合等官方或民間組織諮詢，派遣員工亦可能因此在公司被排擠，實際上是難以發聲[8]。
- Rikunabi、Mynavi、DISCO等大型就職資訊公司陸續宣布，取消原計劃的求職活動[9][10]。
- 疫情對個人生活方面亦造成影響，陸續有婚禮及送別会延期或取消[11][12]。有指產生的經濟損失可能超越東日本大震災發生後，各活動相繼自行取消帶來的損失[13]。

### 經濟指標、統計
- 月例經濟報告　3月26日，政府發布3月月例經濟報告，認為經濟「因新型冠狀病毒感染症影響，當前受到大幅壓力，處於嚴峻状況」，時隔6年9個月刪去2013年7月開始使用的「正緩慢回復」字句，大幅降低經濟預期[14]。報告上次出現「嚴峻」一詞需追溯至2012年7月，當時日本經濟尚未擺脫東日本大震災影響[15]。4月23日發布的4月報告連續2個月下調經濟預期，指經濟「因新型冠狀病毒感染症影響，正急速惡化，處於極為嚴峻状況」，是2009年5月後首次使用「惡化」一詞[16]。
- 景氣Watcher調查　3月景氣Watcher調查（25日〜31日實施）的現状判断指数大幅下降至14.2，較2008年金融危機更低，成為2002年1月以來最低結果。内閣府指經濟基調「處於極嚴峻状況」[17]。4月的調查（25〜30日實施）中，現状判断指数下降至7.9，繼3月後再創歷史新低。内閣府進一步調低經濟基調判断，指「處於極嚴峻状況，且正進一步惡化」[18]。
- GDP　5月18日，日本内阁府发布的日本2020年一季度国内生产总值（GDP）初值显示，剔除物价变动因素后的实际GDP比上季度下滑0.9%，换算成年率为下滑3.4%，连续两个季度呈现负增长。其中个人消费环比减少0.7%，企业设备减少0.5%。出口环比减少6.0%，进口减少4.9%。公共投资和住宅投资也有所减少[19][20]。政府外的經濟學者預測，4〜6月期的成長率會在負20%左右，創下歷史新低[21]。二季度GDP則环比萎缩27.8%，创下自1955年以来最严重的萎缩[22]。2020年全年，日本GDP萎縮4.8%。這是日本自2009年以来GDP再次出现负增长[23]。
- 完全失業率　6月30日，總務省公布5月完全失業率為2.9%，連續3個月惡化，處於2017年5月以来的高位[24]。

### 破產、經營不善
- 帝国Databank調查顯示，截至2020年3月11日，有8間日本企業因新冠肺炎影響破產[25]，3月24日增至13間[26]，4月6日增至40間[27]。東京商工Research指，截至4月10日，已有51間中小企業因肺炎影響破產，當中26間是4月破產，北海道最多[28]。
- 4月27日，東京商工Research公布，因疫情破產的中小企業達至100間，2月為2間，3月為23間[29]。雖然有無担保的無息貸款制度，但不少經營者年事已高，破產後被迫清盤的公司可能會愈來愈多。
- 5月5日，東京商工Research公布，因疫情影響破產的企業急增，有3月末的25間增加至114間，當中4月份有50間1千万日圓以下的公司破產[30]。
- 4月3日，運營「KiraKira☆Asobox」的ETERNAL AMUSEMENT破產。
- 5月15日，Renown向東京地方裁判所申請適用民事再生法，進入民事再生程序，此時公司已負債138億日圓[31]。
- 5月共有300多間公司宣告破產（負債額1千万日圓以上），創下1964年以來，56年的新低。分析認為，數字低是因為法庭及律師減少開工，導致破產相關法律手續積壓[32]。

### 上班、上学
- 4月22日，東京大學都市防災准教授廣井悠發布調查結果，指緊急事態宣言下，有28％的人正避免上班上学。調查於15-16日進行，在互聯網上訪問了11個都道府縣的2261人，包括率先實施緊急宣言的東京、大阪等7個都府縣。在7個都府縣中，有90％以上的受訪者在發出宣言的7日後一個星期曾避免外出。最多的是避免出街食飯或娛樂，有69％，避免購物的有45％，最少的是避免上班、上學，有28％[33]。
- 在麻省理工學院任教授的Jeffrey E. Harris医生指，地鐵是紐約疫情爆發的重要原因之一。地鐵班次減少後變得擠逼，有只能使用地鐵的人未獲准在家工作，低收入者搭乘人數沒有減少。結果提示日本需要徹底消毒車輛，減少車站及車内擠逼程度，而不是減少運行班次[34][35]。

## 製造業
- 因應疫情擴大，口罩短缺，電子公司夏普開始利用三重工廠[註 1]生產線的空餘空間生產口罩[36][37]。愛麗思歐雅瑪決定在已有的2間中国工廠外，另於2020年6月向国内（宮城縣角田工廠）添置口罩生產設備、生產口罩，力求實現穩定供應[38][39]。有口罩原料開始使用琉球疊蓆[40]、泳衣或女性內衣。
- 4月7日，任天堂宣布因生產出現延遲，以及避免外出請求令需求增加，無法及時供應，主力遊戲機任天堂Switch暫停向国内出貨[41]。約1星期後，15日重開出貨[42]。
- 4月9日，花王宣布，與口罩同樣短缺的酒精消毒液[註 2]將增產20倍以上[43]。
- 佳能宣布，位於都内的總部及位於川崎市的4間事業所於4月7日至4月17日臨時關閉，停業期間將支付津貼，部分業務採用遠端辦公[44]。
- 東芝決定，在工廠等處以外採用遠端辦公，約7万6000人的集團所有員工原則上於4月20日至5月6日暫停工作[45]。
- 4月17日，萬代子公司Seeds宣布，活用集團製造玩具的技術，4月尾開始生產飛沫防護面罩，支援医療現場[46]。
- 4月17日，本田向埼玉縣免費借出4台客貨車，車內設有隔斷，隔開駕駛席及後座，運送新冠肺炎輕症患者。公司生產統括部埼玉製作所所長指「聽聞海外運送患者的車輛不足，用公司技術想出這一招」[47]。
- 4月18日，和歌山縣有田市宣布，向市内所有家庭派發50個口罩。口罩是市内製售工作用品的企業「UNI WORLD」捐贈，共58万8千個，透過自治会派發給1万1740戶家庭[48]。
- 4月19日，OSG Corporation開始向新型冠狀病毒感染症緊急事態宣言生效的7個都府縣免費提供1万套「弱酸性除菌水」[49]。
- 4月21日，新潟大学特任教授榛澤和彦與長岡市的運動服飾公司「ONYONE」合作，推出可洗滌重用的口罩。口罩使用可令病毒失活的「光触媒」，稱洗滌100次仍有效用[50]。
- 廁紙及紙巾等衛生紙的3月国内出貨量較前一年同月增長27.8％，達到200522公噸，是1989年有記錄以来單月最高。上一次最高紀錄是2005年12月的17万8,535公噸[51]。
- 20日，環球時報報道，口罩原料熔噴不織布1公噸價格約1060万日圓，是半年前的約40倍，但新廠商增多，有時200個樣本中只有2個符合医用標準[52]。
- 5月8日，IHI發售配有空氣清新器，能滅活病毒的隔離帳篷[53]
- 5月15日，Renown進入民事再生手續。受避免外出請求影響，服飾銷售量大減，公司資金周轉出現問題[54]。

## 食品
- 北海道的糕點製造商石屋製菓決定，因新冠肺炎令旅客大幅減少，公司代表產品白色恋人停止生產30日[55]。
- 受避免外出影響，易於保存的冷凍食品銷量增加[56]。
- 3月12日，生產銷售「鰻魚派」的春華堂宣布，因銷售收入減少一半，13日至21日停產[57]。

### 酒類製造商應對
- 消毒用酒精需求大幅增加，短缺日益嚴重。由於生產「消毒用」酒精需要依藥機法等待製造許可，菊水酒造、宝酒造等擁有酒精製造設備的酒類製造商開始發售與消毒用酒精相同度数的「酒」，合法供應可用於消毒的酒精[58]。厚生勞動省亦特別容許医療機構，將酒精濃度70％至83％的酒類當作消毒用酒精的代用品[59]，並允許符合一定條件的商品標識「可用於手指消毒」。國稅廳發文表示「製造消毒用的酒是沒有問題」[60][61]。
- 在沖繩縣，泡盛製造商請福酒造開始製造濃度77％的「請福77」，酒造組合並請求縣内企業製造可用於消毒的高濃度酒精[62]。
- 4月15日，因新冠肺炎疫情擴大，需求增加，三得利控股宣布，生產免費供給医療機構的95度酒精，透過厚勞省等提供給医療機構及高齡者設施等機構[63][64]。公司並宣布暫停發售50種燒酎及汽酒，庫存賣完為止[65]。
- 4月17日，笹一酒造決定，考慮到新冠肺炎令消毒用酒精不足，將製造與消毒用酒精濃度同為77%的酒精製品「笹一Alcohol 77」，透過厚勞省等提供給医療機構及高齡者設施等機構[66]。
- 4月下旬，NHK報道，政府正檢討對貼有非飲用標識的消毒液“代用”酒免徵酒税[67]。
- 5月1日，国税廳公布新型冠狀病毒感染症發生下「高濃度酒精製品」相關酒税的處理（页面存档备份，存于）。若屬於「高濃度酒精製品」的酒類是厚生勞動省規定的分類下，用於手指消毒酒精的代替品，且容器上標識有「飲用不可」及銷售對象管理編號等，則承認為酒税法上施加了不可飲用措施的產品（＝非酒類），不徵收酒税。

## 出版
- 4月8日，集英社宣布，在週刊少年Jump雜誌編輯部工作的40多歲職員懷疑感染新冠肺炎，原定於20日發售的21号（紙本及數碼版）延期1星期，更改為週刊少年Jump21、22合併号後於27日發售；20号則按計劃於13日發售[68]。
- 4月14日，講談社決定將别册少年Magazine及月刊Young Magazine等10部雜誌延期[69]。
- 栃木縣足利市的日報《兩毛新聞》（1946年創刊）本就因訂戶下降等因素陷入經營困難，又遇上COVID-19疫情，導致廣告收入激減，最終於2020年5月9日後停刊[70]。
- 5月27日，小学館宣布，為減輕週刊少年Sunday連載作家的創作壓力，將發售2期臨時合併号，27、28臨時合併号於6月3日，31、32臨時合併号於7月1日發售[71]。

## 展銷會、展示会
- 2020年2月17日，主辦方東京信用保証協会Business Fair實行委員会事務局宣布，取消原定於2月19日在東京国際論壇舉行的「江戶TOKYO技與技術的融合展2020」[72]。
- 2月14日，主辦方相機映像機器工業會宣布，取消原定於2月27日起在Pacifico橫濱舉行4天的日本国内最大規模相機展示会「CP+ 2020」[73][74]。
- 2月19日，主辦方日本自動車販賣協會聯合會宮城縣支部宣布，取消原定於2月22日至2月24日在夢Messe宮城舉行的「第12回 東北Motor Show in 仙台 2020」[75][76]。
- 2月19日，主辦方日本Marine事業協會宣布，取消原定於3月5日至3月9日在Pacifico橫濱及橫濱Bayside Marina舉行的「Japan International Boat Show 2020」[77][78]。
- 2月21日，主辦方日本經濟新聞社宣布，取消原定於3月3日至6日在東京Big Sight及幕張展覽館舉行的「日經Messe 街造、店造綜合展」[79]。
- 2月21日，主辦方宣布，取消原定於3月19日至21日在Pacifico橫濱舉行的「第54回Japan Golf Fair 2020」[80][81]。
- 2月25日，主辦方日本連鎖藥房協會宣布，取消原定於3月19日至21日在幕張展覽館舉行的「第20回JAPAN Drug Store Show」[82]。
- 2月27日，主辦方一般社團法人AnimeJapan宣布，取消原定於3月21日至24日在東京Big Sight舉行的「AnimeJapan 2020」[83]。
- 4月7日，環境省宣布，押後原定於6月6日～7日在新宿御苑舉行的「Eco-life Fair 2020」[84]。
- 4月9日，原定於4月25日至5月17日在新潟会場舉行的「TV動畫「鬼滅之刃」全集中展」宣布延期[85]。同樣原定於當年舉行的東京会場取消，改為下一年春季舉行[86]。
- 4月23日，主辦方公益社團法人自動車技術会宣布，取消原定於5月20日至22日在Pacifico橫濱，及於7月8日至10日在Port Messe名古屋舉行的「自動車技術展:人車技術展」[87]。
- 4月28日，主辦方一般社團法人国際物流綜合研究所宣布，取消原定於5月28日至30日在Pacifico橫濱舉行的「Japan Truck Show 2020」[88]。
- 5月8日，主辦方電腦娛樂協會宣布，取消原定於9月24日至27日在幕張展覽館舉行的「東京電玩展」，正考慮網上舉辦[89]。

## 零售業
- 4月7日發出緊急事態宣言後，百貨公司等的應對如下[90]。
  - 4月8日起，三越伊勢丹暫時關閉含首都圈的大型店鋪在內的33間店鋪，直至緊急事態宣言解除。
  - 4月8日起，大丸松坂屋百貨店暫時關閉大丸位於大阪府的梅田店及心齋橋店、位於兵庫縣的神戶店及芦屋店、位於東京都的東京店，以及松坂屋上野店。大丸須磨店及松坂屋高槻店限時開放食品賣場。
  - 4月8日起，高島屋的首都圈各店鋪暫時只開放食品樓層，位於大阪府的大阪店、堺店、泉北店除食品賣場外暫時停業。
  - 4月8日起，崇光·西武的首都圈各店鋪暫時只開放食品樓層。
  - 4月8日至5月6日，阪急阪神百貨店關閉整個阪急Mens東京及博多阪急。位於大阪府及兵庫縣的数間店鋪除食品賣場外暫時停業。
  - 4月8日起，松屋暫時關閉整個銀座本店及浅草店。
  - 4月8日至5月6日，東武百貨店的池袋本店及船橋店只開放部分食品樓層。
  - 4月8日起，京王百貨店暫時關閉整個新宿店及聖蹟櫻丘店。
  - 4月8日至5月6日，小田急百貨店的新宿店及町田店只開放食品樓層，周末食品樓層亦停業。
  - 4月8日起，東急百貨店暫時關閉澀谷区的整個總店，首都圈的其他店鋪暫時只開放食品樓層。
  - 4月8日起，巴而可暫時整個關閉位於池袋、澀谷、上野的3間店鋪，首都圈的其他店鋪暫時只開放食品商鋪及診所。
  - 4月8日起，丸井位於首都圈的8間店鋪暫時只開放食品樓層，全国其他22間店鋪原則上整個關閉，只開放診所及藥店等。
    - 京都丸井原定5月尾結業，受COVID-19影響，結業時間提前至5月12日，當時店鋪仍在關閉[91]

  - 4月8日起，Atre位於1都3縣的22間店鋪暫時只開放食品賣場等部分樓層。
  - 4月8日至5月上旬，SHIBUYA109整個關閉。
  - 近鐵百貨店位於大阪府的5間店鋪關閉，只開放食品賣場及藥店等。
- LIFE CORPORATION決定，因新冠肺炎令顧客及業務量增加，將拿出總額約3億日圓的臨時金，向全国全部4万名員工支付津貼。若以總額除以人数，每人平均可得7500日圓[92]。永旺向7個都府縣正式員工外十多万人一律發放一万日圓，HALOWS向8300人提供4500万日圓，島忠向6200人提供4.5億日圓，Tomod's向3800人發放2万日圓或1万日圓，Sugi藥局向2万6千人發放特別津貼[93]。

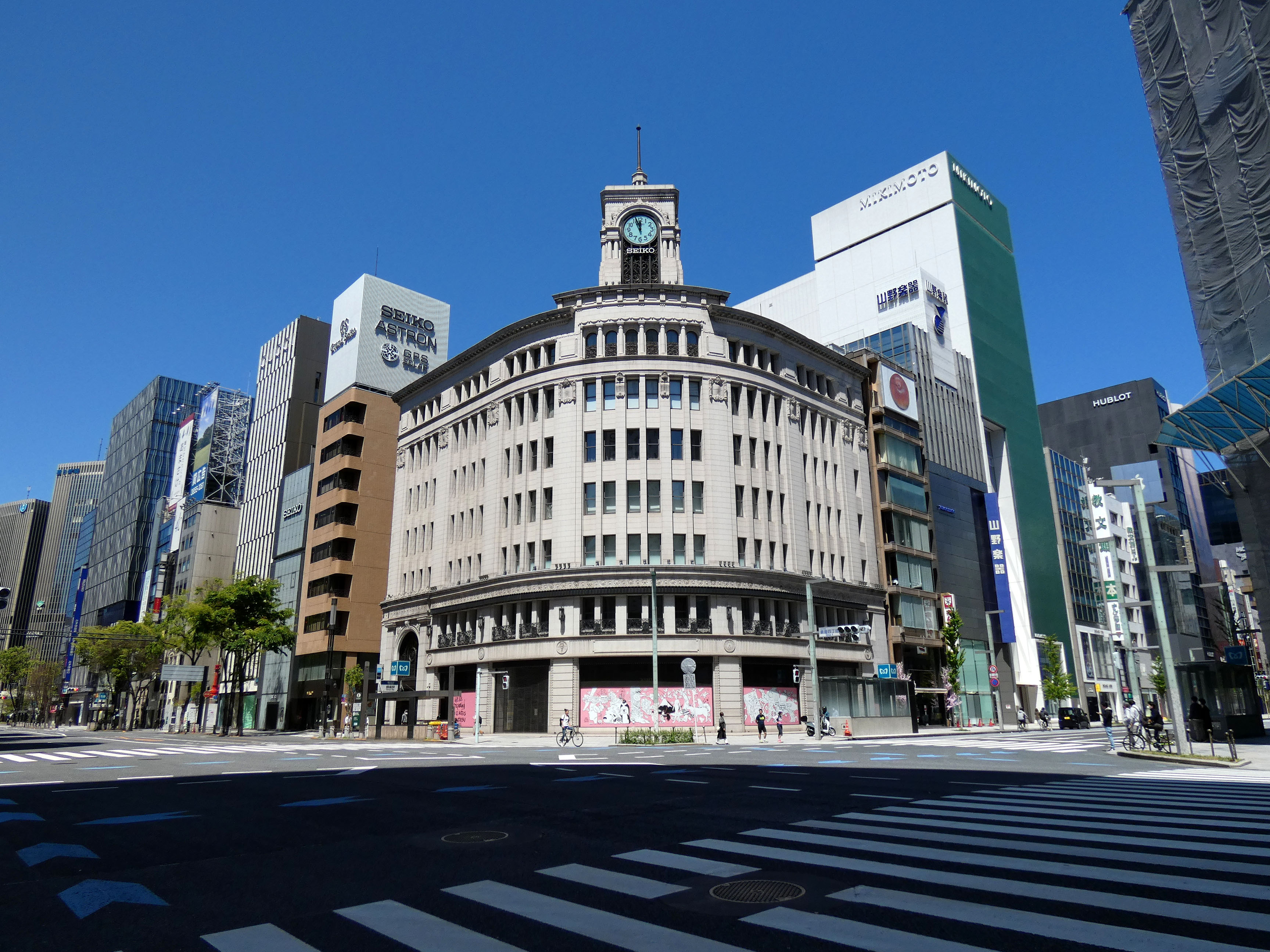
緊急事態宣言下，休息日的銀座四丁目路口（攝於4月19日）]
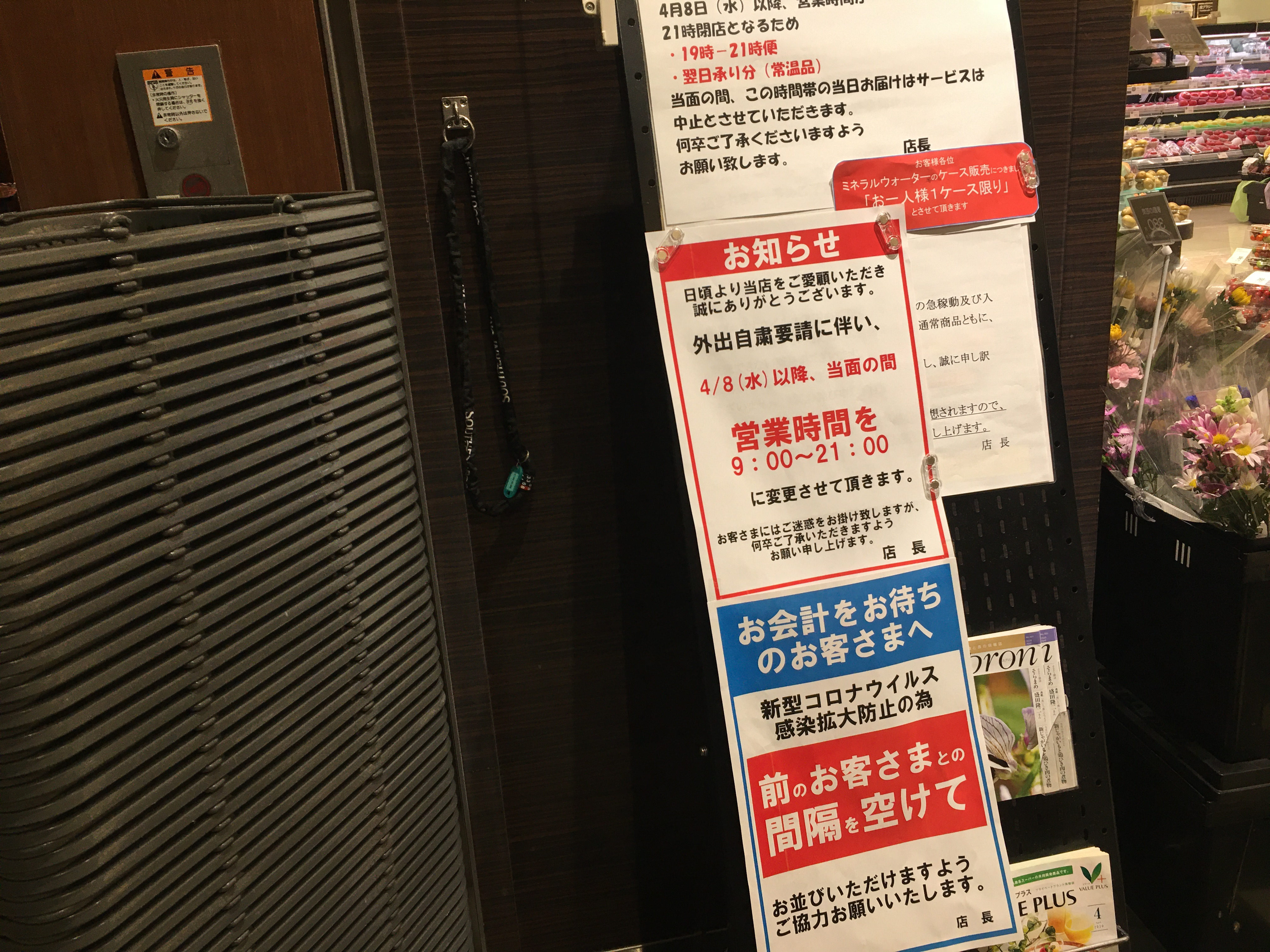
受緊急事態宣言影響，東京都内的超級市場貼出縮短營業時間告示。
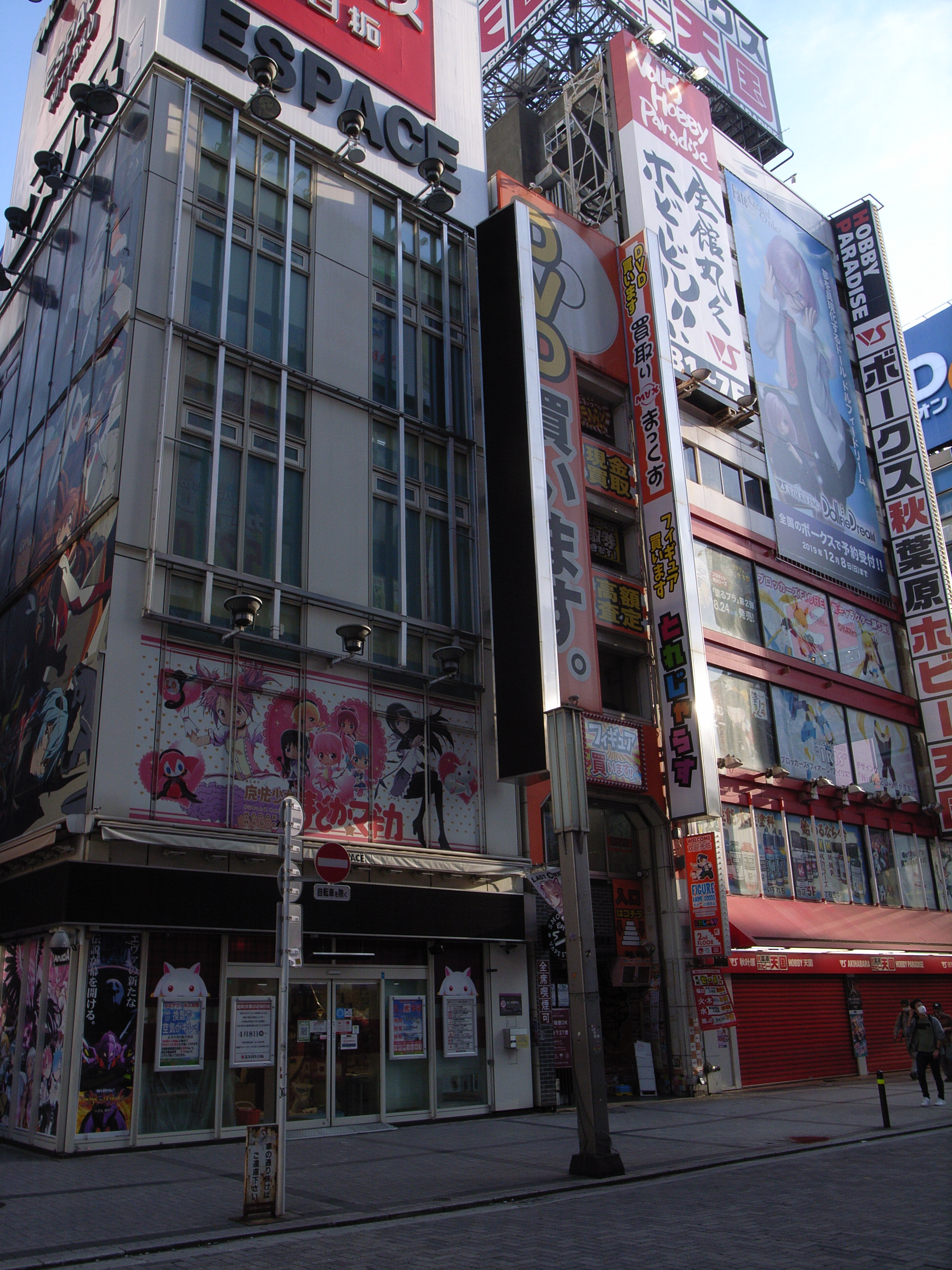
秋葉原的愛好及偶像商店紛紛停業
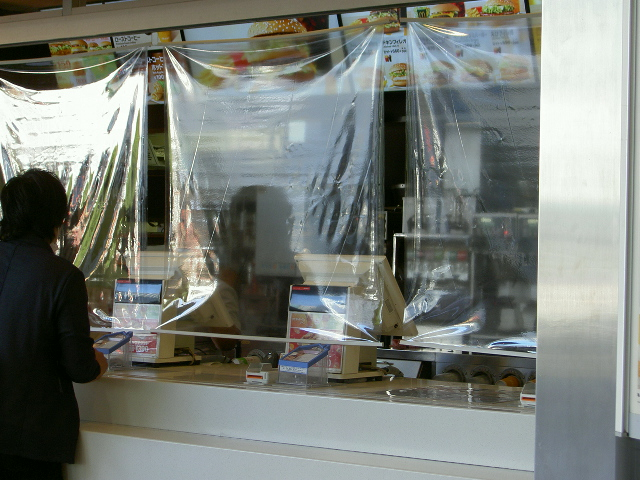
防止面對面銷售時傳染的防飛沫薄布

## 飲食業界
- 2020年3月，COCO'S、Big Boy、Stamina太郎等有放題服務的餐館選擇變更部分營業方式，應對疫情[94]。
- 4月，鳥貴族及串炸田中等居酒屋連鎖暫時停業[95]。

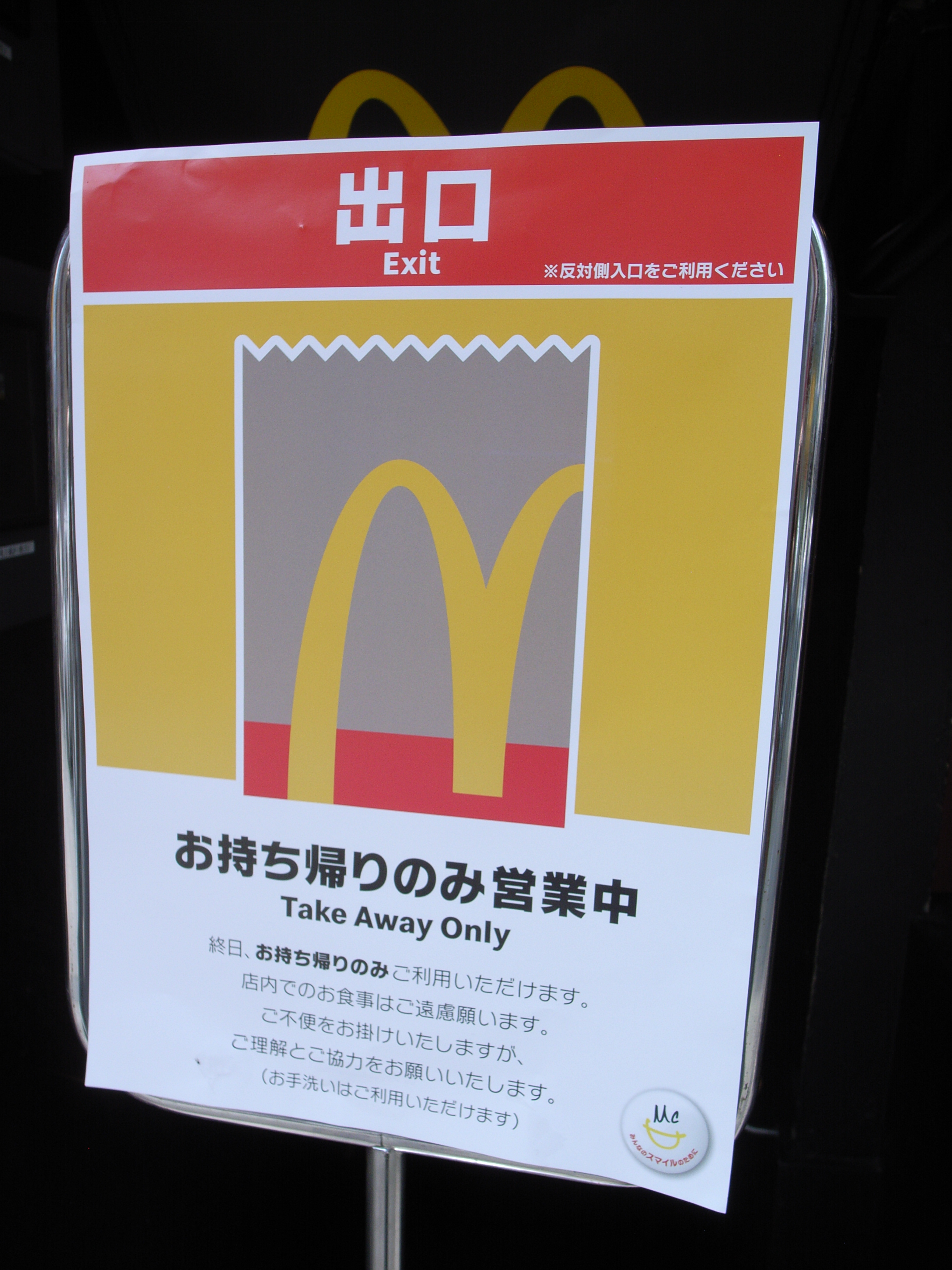
部分麥當勞只設外帶

- 4月8日，星巴克日本宣布，在緊急事態宣言生效的7個都府縣關閉約850間店鋪[96]。4月18日，因應政府將率先適用緊急事態宣言的7個都府縣與另外6個道府縣共同列入「特定警戒都道府縣」，重点推行COVID-19應對措施，決定再關閉北海道、愛知縣、京都府等6個道府縣的店鋪，關店地擴展至共13個都道府縣，其他地區提前至晚間7時結束營業，取消堂食，只提供外帶及得來速服務。全国已有約7成、共1100間店鋪關閉[97]。5月19日早間起，尚未解除緊急事態宣言的東京、大阪、兵庫等8都道府縣店鋪僅提供外帶，其他店鋪在擴大座席距離後重開營業[98]。
- 日本食品服務協會表示，3月的食肆銷售收入較上一年同月減少17.3％，是1994年1月以來最大的減少率[99]。
- 4月19日，日本麥當勞決定，20日早間5時至5月6日，取消「特定警戒都道府縣」內所有店鋪全日堂食服務。除部分已臨時關閉店鋪外，共有1910間店鋪受影響[100][101]。28日，受影響店鋪擴至全国，約2,900間[102]。
- 4月1日，有商戶開始印製「未來票」，客戶可預付費購入票證，支援受疫情打擊食肆的運營資金，票證於廣島市12間食肆發行[103]。
- 5月14日，Royal Holdings宣布，將於2021年12月前關閉70間入不敷出的「樂雅樂家庭餐廳」等餐廳，佔集團食肆的1成。受疫情影響，人們減少在外用膳，公司業績因此急速惡化，2020年6月的中期合併決算預計會錄得155億日圓純利潤赤字。樂雅樂家庭餐廳已有店鋪4月的銷售額僅為上一年同月的42.1％，6月的中期合併業績預測中，銷售額較最初預計的664億日圓下降41.3％，改為390億日圓，普通利潤預測則由6億日圓黑字改為145億日圓赤字。公司的緊急應對措施中，除關閉入不敷出的樂雅樂家庭餐廳及連鎖天丼店「Tenya」店鋪外，為確保可使用資金，還會向金融機構申請100億日圓融資等計劃。公司未計劃藉關店裁員，同時決定，將削減社長黑須康宏等管理層薪酬[104]。
- 由於夜總會、坐檯小姐等接待飲食業的停業請求解除無期，5月22日，業界團体「日本水商賣協会」召開記者会表達訴求[105]。
- 6月8日，在全国經營家庭餐廳的Joyfull宣布，將於7月起陸續關閉200間直營店，佔直營店總店鋪約3成。在店鋪為防疫而暫停營業後，家庭餐廳「Joyfull」已有店鋪4月的銷售額較上一年同月下降55.3％，5月亦下降52.7％[106]。
- 有日本企業信用財務調查的公司顯示2020年全日本拉麵店數量相比三年前少了近20%，是近20年來新高[107]。

## 廣告業

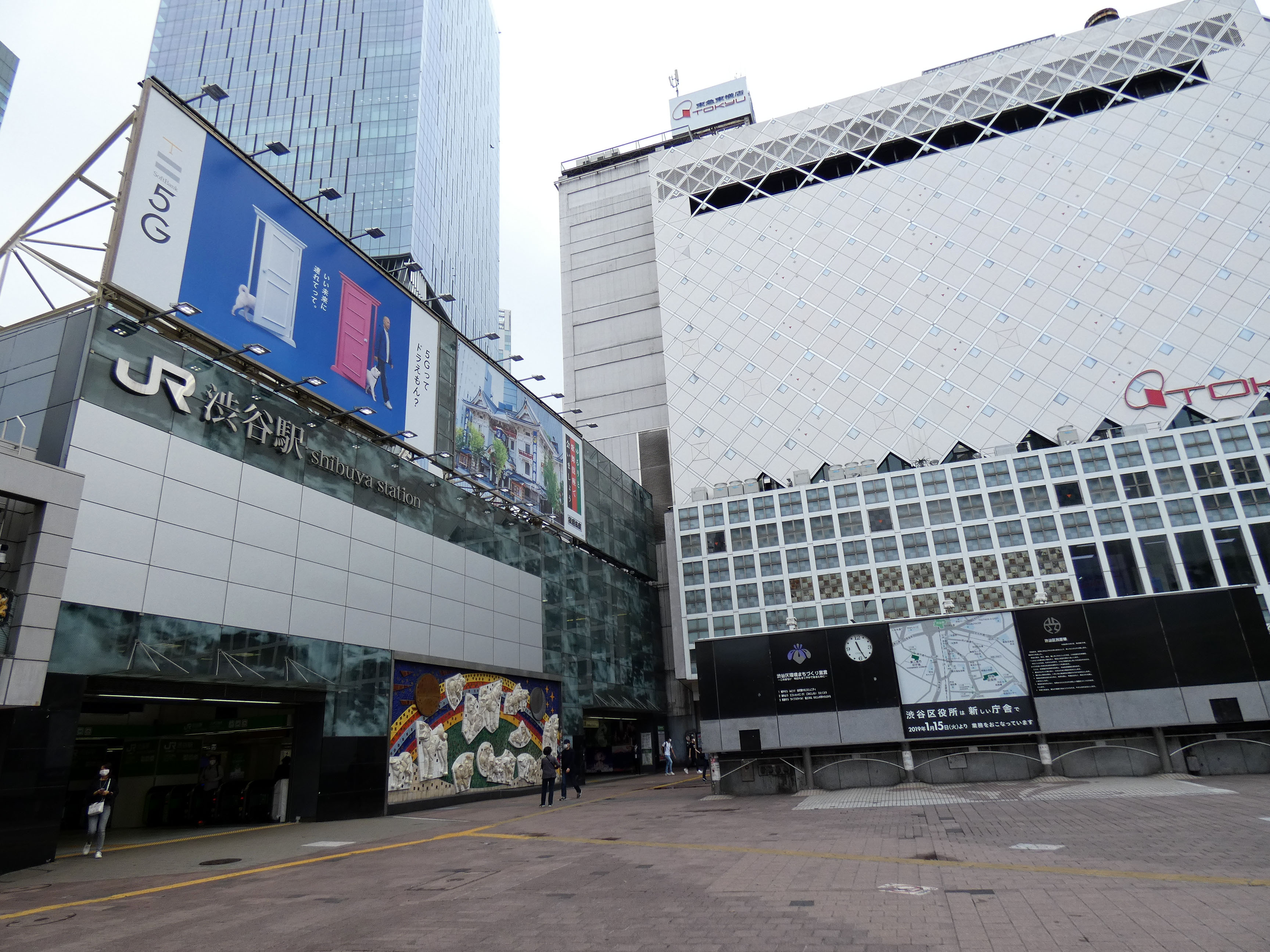
澀谷站八公口的戶外廣告減少

- 為避免人員集中引致「密集」，不少機構放棄出廣告，亦有機構因停業或取消活動而撤回廣告[108]。在緊急事態宣言等的影響下，人們減少外出，宣傳效果下降的戶外廣告及電車内廣告亦減少[108]。電視廣告方面，有廣告因行業或表現不合時宜而停播，改為播放AC Japan的廣告[109]。
- 儘管治療方法及預防方法不明，還是有不少商品傳單或網絡廣告在無依據下宣稱能預防染疫，消費者廳提請民眾注意[110]。

## 金融
- 發出緊急事態宣言後翌日，首相安倍晋三直接請求銀行業界首腦繼續營業，指「維持金融機構的機能是極為重要」[111]。
- 4月13日，3間巨型銀行陸續宣布有人確診新冠肺炎。為「維持金融基礎設施」，金融機構被要求在緊急事態宣言生效地區繼續開店處理存款、融資、匯兌等業務，但由於密切接觸者難以正常工作，機構不得不編配人手應對。確診個案及營業情況詳細如下[111]。
  - 三井住友銀行 - 大阪中央法人營業部有2名職員感染（當中1人於4日確診）。沿所在大樓的動線消毒後，大阪中央支店（大阪市中央区）等各店鋪繼續營業。
  - 三菱UFJ銀行 - 小松川支店（東京都江戶川区）有1名銀行員感染（11日公布）。進行消毒作業後繼續營業。
  - 瑞穗銀行 - 新宿新都心支店（新宿区）有1名員工感染（11日確認）。進行消毒作業後如常營業。
- 最高3000万日圓的5年免担保無息融資制度啟動後，日本政策金融公庫收到大量申請，無法及時處理。在政府保證下，5月1日起民間金融機構亦開始接受申請[112]。
- 由於融資諮詢增加，有機構周末及黃金周亦在營業[113]。

## 教育

### 大学、專修学校

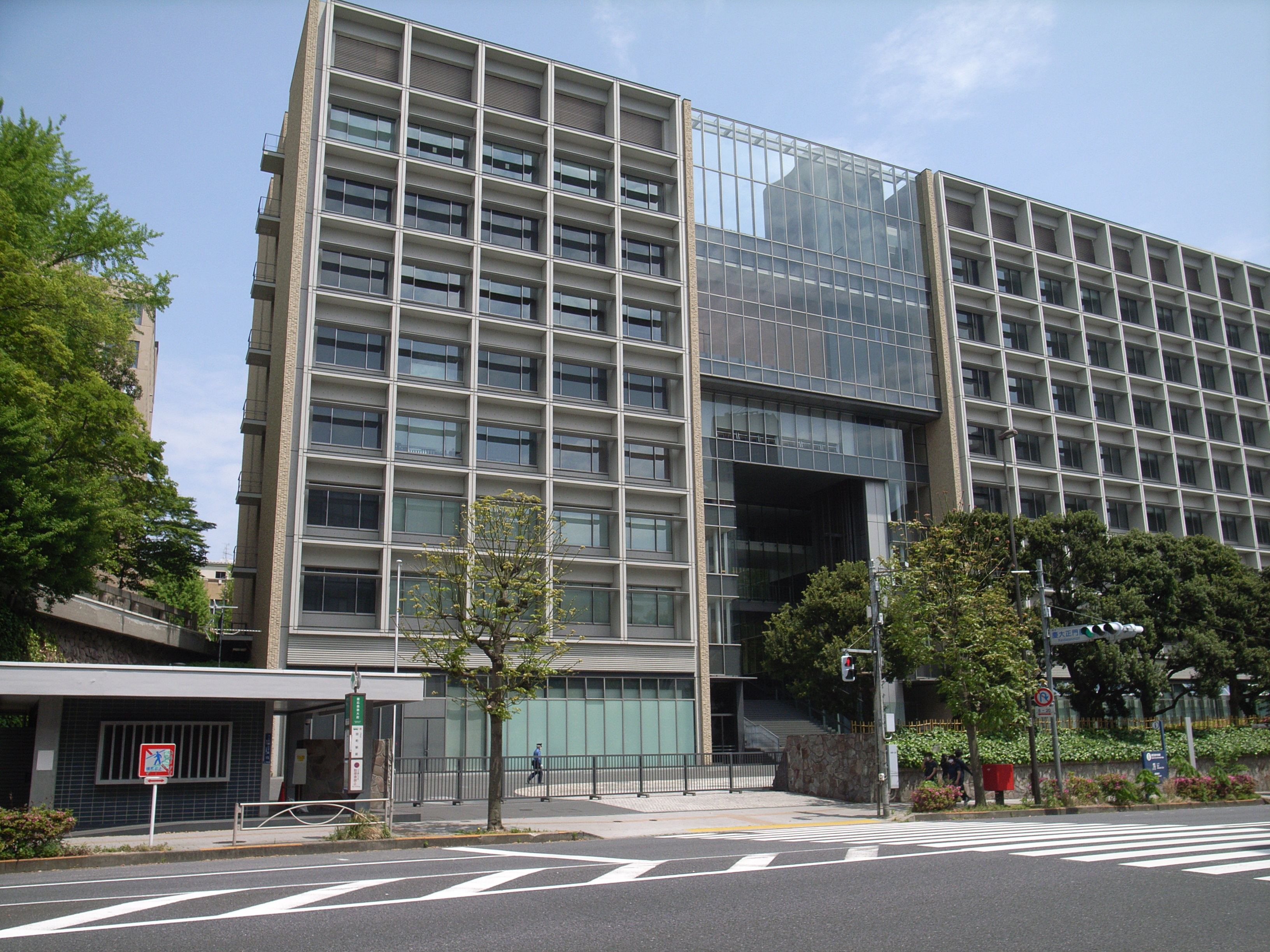
關閉校門的慶應義塾大学（三田校區）

- 東京的早稻田大学、東京理科大学、明治大学、法政大学、東洋大学，以及關西的同志社大学、立命館大学、關西学院大学、近畿大学等在官網宣布，取消畢業式及入学式[114][115]。
- 東京大学、京都大学、宝塚音樂学校等取消在校内發表考試結果的安排，改為在官網上公布[116][117][118]。
- NHK訪問發現，截至4月6日，全国至少有48間大学有学生或教職員確診，包括推遲開課、轉為線上授課的大学及採取了限制進入校内等措施的大学[119]。
- 4月7日，政府發出緊急事態宣言，生效地區之一的東京都請求大学及專修學校等文教設施與学習塾停止營業[120]。
  - 收到停業請求後，SAPIX小学部及早稻田ACADEMY等決定繼續透過視訊及電話提供服務[121]。
- 4月22日，高等教育無償化Project FREE調查顯示，大学生及短大生514人中，每13人就有一人考慮從大学退學[122]。
- 有大学自行推出学生支援計劃，包括退還部分学費、發放支援金等[123]。

### 小学、中学、高校
- 2月27日，内閣總理大臣安倍晋三在於總理大臣官邸召開的新型冠狀病毒對策本部會議上表示，將請求全国所有小學、中學校、高等學校及特別支援學校（日语：特別支援学校）於3月2日至春假期間停課，請求由文部科学省向全国的相關機關發出[124]。這政策有如下影響。
  - 企業相繼暫停或縮小相關事業。有私塾、零售店及休閑設施宣布停業，大型預備校河合塾與Z會控股運營的学習塾榮光Seminar等宣布3月2日起暫時停業[125]。
  - 因應全国教育機構停課，卡拉OK店及遊戲機中心等娛樂設施開始限制小中学生及高校生入場[94][126]。
  - 學生不再需要供餐，引發食物浪費及業者損失[127][128]。
  - 因很難將孩子帶去工作地方，雙薪家庭及單親家庭的家長不得不請假，令出勤率降低，醫院縮小診療服務[129][130]，超級市場縮短營業時間[131]，臨時工（含教師等学校相關人士）收入減少[132][133]等。
  - 圖書館等公共設施因擔心感染，選擇閉館或施加使用限制[134]等。
- 3月17日，文部科学省通知各都道府縣教育委員会，指「考慮到新型冠狀病毒感染症應對下，一律臨時停課的影響」，原定於4月16日舉行的「全國學力、學習狀況調查」（全国学力測試）不在當日進行，至於後續安排，包括2020年度中會否實施，則會重新檢討，並預留充分時間，提前決定及通知[135][136][137]。2020年4月17日，文部科学省通知各都道府縣教育委員会，指「考慮到新型冠狀病毒感染症今後的状況，及對学校教育的影響等，本年度不進行全国学力、学習状況調查」[138][139]。

### 9月入学
由於全国学校停課，為補償学業延遲部分，社會開始討論改為9月入学，不過未能成事。

### 保育所
- 厚勞省指，截至4月16日，15個都縣內共有168間認可保育所暫時關閉，當中144間在都内。因出現確診個案而關閉的有20間[140]。
- 26日，縣廳所在地等85個市区中，有54個市区請求避免使用学童保育服務，佔64％[141]。

### 其他
- 線上教育　3月23日，UNESCO召開会議，参加的11国中，除日本以外，所有國家停課期間都有進行線上授課，萩生田光一大臣表示「再次感到（我們）最落後」[142]。4月21日，文部科学省調查顯示，截至16日正午，有5％的教育委員会在停課期間實施即時雙向線上授課，若以学校数計算相信會更低[143]。
- 2020年5月21日，體育廳向全国的教育委員会發出事務連絡，指学校上体育課時，不需要佩戴口罩預防COVID-19。運動時戴口罩可能無法獲得足夠呼吸，從而引發高熱。体育課上，學生在戶外需要保持2米以上距離，避免不必要的對談，上堂前後亦需洗手，課堂上暫不會進行近距離及可能引致接触的運動[144]。
- 由於保育園及幼稚園關閉，家長不得不邊在家工作，邊在家育兒。
  - 有家長自發向學齡前兒童的家長發放問卷調查，發現有65%的受訪者為育兒而停止在家工作，37%的受訪者改在深夜及早間工作[145]。調查發起者表示，「在家育兒與在家工作難以同時顧及，希望園區早日重開」[146][147]。

## 捐贈
- 4月21日，X JAPAN的YOSHIKI宣布，已透過自己運營的美国非營利慈善機構「YOSHIKI FOUNDATION AMERICA」，向日本政府管轄的國立國際醫療研究中心捐贈1000万日圓[148]。
- 台湾（中華民国）政府透過超党派議員聯盟「日華議員懇談会」（眾議院議員古屋圭司任会長），向日本捐贈200万個口罩，4月21日由貨機運抵成田機場[149]。8日，官房長官菅義偉在記者会上，就台湾提出供給口罩一事表示感謝，指「台湾方面的援助意向令人感到温暖，對此表示感謝。將透過（對台湾窗口機構）日本台湾交流協会，協調口罩的支援、運送相關事宜」[150]。
- 4月23日，館山市使用前澤友作透過故鄉納稅捐贈的20億日圓設立基金，幫助償還貸款本金[151]。
- 4月下旬，巨人旗下球員原辰德、阿部慎之助、坂本勇人、丸佳浩、岩隈久志各向東京都捐贈1千万日圓[152]。
- 4月27日，日本水泳聯盟向東京都醫院經營本部捐贈1万7千個N95口罩[153]。
- 西川貴教捐贈300万日圓，長友佑都捐贈500万日圓，坂上忍在緊急事態宣言解除前捐贈個人收入[154]。
- 田中将大在日本及美國捐贈3700万日圓[155]。
- 5月21日，YouTuber HIKAKIN與Yahoo!JAPAN基金共同設立「冠狀医療支援募金[156]」，並在自己的影片表示，設立時已捐贈1億日圓[157][158]。YouTube在日本版官方帳號呼籲捐款[159]。

## 選舉
- 4月26日，眾議院静岡縣第4区舉行補選，投票率為分区改編後最低[160]。為防疫情擴大，各党幹部罕見地未有前往選区助選[161]。立憲民主党幹事長代理大串博志及日本共產党書記局長小池晃曾於公告前的4月11日前往選区助選，當時緊急事態宣言正生效，當局呼籲不要跨地區移動[162]。

## 首長及議員減薪或退還薪酬

### 国会議員
收入削減2成，措施維持1年。
- 太田肇等人質疑削減收入過低，對国民利益無甚影響，反而可能會減少議員的重視程度[163]。

### 知事
- 北海道知事鈴木直道、愛媛縣知事中村時廣、福岡縣知事小川洋、沖繩縣知事玉城丹尼考慮減少或退還薪酬。秋田縣知事佐竹敬久準備不接受夏季津貼228万日圓[164]。
- 4月28日，奈良縣決定削減知事及副知事工資3個月，每人減少10万日圓[165]。

### 都道府縣議会議員
- 4月28日，奈良縣決定每月減少42名縣議員工資10万日圓[165]。
- 4月29日，山口縣議会決定減少議員工資10%。

## 駐日美軍
2019新型冠狀病毒疫情下，駐日美軍内部亦出現確診個案（美國海軍横須賀基地的士兵15人，美國空軍嘉手納基地的士兵2人及親屬1人，美國海軍佐世保基地1人），但在日美地位協定下，保健所無法展開調查，且不受邊境管制限制的美軍無義務接受檢疫，部分設施共用的自衛隊基地亦難以防護。2013年，日美政府已就駐日美軍及日本衛生当局的傳染病資訊交換問題簽署備忘錄。外務省表示，各基地與自治体間正分享COVID-19資訊，不過沖繩縣等地不夠充足。有觀點認為，日本政府需要嚴格執行備忘錄，並重新審視傳染病政策盲点之一的地位協定；考慮到截至2020年4月4日，美国已有超過20万宗確診個案，故不應特殊對待直接連結美國的駐日美軍基地。
2020年7月11日，沖繩縣收到美軍報告，指普天間飛行場有38名，漢森營有23名美軍人士確診COVID-19，確診個案於7～11日上升至61宗。2020年7月13日，沖繩縣表示，收到美方聯絡，指美軍普天間飛行場有32人確診COVID-19，算上截至7月11日的報告，個案增至98宗。2020年7月12日，縣實施臨時病毒檢測，與美軍有接触的店員等130人接受檢測，預計7月14日出結果。縣表示，除此之外，嘉手納基地還有3人，Camp McTureous及牧港補給地区各有1人確診。2020年7月13日公布，收到日本外務省聯絡，指岩国基地有数名與基地有關的人士確診，他們抵達羽田機場時曾接受檢測，13日上午到達岩国。2020年7月14日，山口縣公布，確診感染病毒的美軍岩国基地相關人士是美国人一家3口，3人於7月12日從美国抵達，入境時接受檢測，13日上午乘民航機飛往岩国機場，中午陽性確診。由於日本請求在有檢測結果前，須在機場内等處等待，山口縣知事村岡嗣政對此表示「遺憾，希望美方遵守規則」。美軍家庭3人在入境檢疫時虛報交通方式，稱「不會使用公共交通，會租車」，防衛大臣河野太郎表示「事態嚴重」，要求美方嚴厲處分及防止再次發生。美国人雖被日本拒絕入境，但在日美地位協定下，美軍等不在拒絕入境範圍內。除地位協定外，其他協議又規定，在日美軍的家人等亦不在拒絕入境範圍內。2020年7月15日，沖繩縣知事玉城丹尼前往東京，請求防衛大臣河野太郎，敦促在日美軍嚴格防疫。日本政府考慮到美軍基地内疫情擴大，有意與相關自治体盡可能分享防衛省等提供的資訊，若美軍疫情令居民不安增加，可能會動搖日美安全保障体制。青森縣三澤市表示「無法(對市民)詳盡説明日本人基地員工受感染的可能性」，沖繩縣知事玉城丹尼則指「連住在基地外的美軍人士有多少人的数字都未獲告知」。2020年7月15日，沖繩縣表示，收到美方聯絡，指漢森營再多36人確診COVID-19，基地確診個案增至58宗，駐沖繩美軍全体個案增至136宗。縣内的普天間飛行場有71人，嘉手納基地有5人，Camp McTureous及牧港補給地区各有1人確診。

## 問題行動及事件
有關COVID-19相關錯誤資訊，亦可參見「2019冠狀病毒病疫情相關錯誤資訊」。
- 受疫情擴大影響，口罩短缺，陸續有人從零售店購入口罩後，透過電子商務網站及跳蚤市場應用程式等高價轉售[171]。3月10日，政府修訂国民生活安定緊急措置法的政令，決定禁止轉售口罩，15日起施行[172]。
- 受疫情擴大影響，不少人在家避免外出，針對居家高齡者的「訪問盜竊」時有發生[173]。
- 2020年2月左右，SNS上流傳「廁紙是在中国製造後進口，受新冠肺炎影響，將來會有短缺」等錯誤資訊[174]，全国各地陸續有零售店的廁紙及紙巾等紙製品售罄[175]。政府及業界團体出面否認傳言，稱「幾乎所有廁紙均在（日本）国内製造，庫存充足」[176][177]。
- 2020年3月4日，愛知縣蒲郡市有住在市内的50多歲男性，無視縣請求他在家避免外出，前往2間食肆企圖傳播病毒，當中在居酒屋停留15分，在菲律賓酒吧停留40分。男性及後進入縣内的醫院治療[178][179]。12日，與這名50多歲男性在菲律賓酒吧有密切接触的30多歲女性，確診感染新冠肺炎[178][180]。18日，男性在醫院死亡[178]。
- 2020年3月15日，26組女性偶像團體參加在東京都澀谷区道玄坂2丁目的Live House「VUENOS」舉行的活動「S-FES」，但由於一名30歲男子在Twitter上表示會造訪，而這男子同月在Twitter上宣稱感染新冠肺炎，主辦方不得不中断活動及商品銷售進行檢查，並採取換氣措施。因男子有加入部分出演偶像團體的Fan Club，其他成員向主辦方報告後，主辦方暫停活動，透過場内廣播尋找他，這時警察趕到，男子承認並未感染。警視廳依偽計業務妨害拘捕男子，出演的偶像團體「Revival:I」表示會循法律途徑跟進事件[181][182][183][184][185]。
- 2020年3月16日，高崎站開往小山站的兩毛線下行電車上，有男性於下午4時43分左右，電車停靠桐生站時，訛稱「我有冠狀病毒」，令人以為他感染新冠肺炎，並與其他乘客發生爭執。男子當時懷疑醉酒。保健所檢測後未發現他有感染，群馬縣警察依偽計業務妨害嫌疑，現場拘捕男性。受事件影響，乘客被轉移到其他車輛，兩毛線下行電車有3班次出現最大57分的延遲[186][187]。
  - 除上述事件外，還有多宗宣稱「我是冠狀病毒患者」「要散播冠狀病毒」，妨礙業務正常進行，引致警察介入或被警察處理的案例[188][189][190][191][192]。
- 2020年3月21日，靜岡縣警察袋井警察署依詐欺未遂嫌疑，拘捕一名住在袋井市的公司職員，他對別人訛稱「出現冠狀病毒患者」，要進行病毒檢測，試圖騙取現金[193]。
- 2020年3月27日，消費者廳表示已對Welcia藥局及DIREX進行行政指導，原因是他們沒有口罩，傳單宣傳時卻令人覺得有口罩，構成違反景品表示法（誘導廣告），要求防止同類事件再次發生[194]。
- 2020年3月31日，因一間健康食品銷售公司在互聯網上打廣告，推銷一款未獲承認為医藥品的保健品，稱產品可以預防新型冠狀病毒，警視廳生活環境課依違反医薬品医療機器法嫌疑，將公司法人及公司的社長、員工函送偵辦。這是全国首次有宣傳肺炎對策的銷售業者被查處[195]。
- 2020年4月6日，東京發生夫婦爭執引致傷害致死的事件，爭吵原因是妻子抱怨新冠肺炎令收入減少[196]。由於居家工作受推崇，限制外出地區陸續收到家庭暴力投訴[197]。
- 2020年4月7日，確認發生集團感染的京都产业大学已收到数百件攻擊性電話及郵件，相關人士及家人日常生活中亦遭受歧視性待遇。攻擊內容中包括「告訴我確診学生的住址」「我要在大学放火」等恐嚇內容及「我要殺人」等死亡威脅，大学不排除提出刑事告訴[198][199]。在互聯網討論區及SNS上，有人對確診個案進行人身攻擊。有意見指攻擊可能會讓人不敢接受檢測，令疫情進一步擴散，律師則稱「根據帖文内容不同，有機會干犯脅迫或名誉棄損罪」[200]。朝日新聞的長期連載企画《「看、聽、說」現在》第45部以「不能原諒　不會原諒」為題，報道這些“嘗試起底的行為”[201]。
- 2020年4月7日，因多次在Twitter發布山形縣山形市飲食店有COVID-19確診個案的不實資訊，妨礙店鋪營業，山形縣警察拘捕一名28歲的男性作業員，懷疑他干犯業務妨害[202]。同樣在山形縣，4月10日，因在互聯網討論區發布虛假訊息，稱米澤市的飲食店有COVID-19確診個案，山形縣警察拘捕一名36歲的互聯網相關公司男性管理人員，懷疑他干犯偽計業務妨害[203]。
- 2020年4月9日，警視廳三田警察署依器物損壞嫌疑，現場拘捕一名43歲男性公司職員，他此前對東京都港区一間體育俱樂部在緊急事態宣言下仍繼續營業感到非常憤怒，脚踢體育俱樂部的玻璃入口大門，令門損壞[204]。
- 愛媛縣新居濱市有小学被揭發要求貨車司機子女留在家中，不參加開學式及入学式，学校及後道歉[205]。
- 2020年4月12日，愛知縣警察在廣報課官方Twitter上，就2019新型冠狀病毒發出「深吸氣，等待10秒，若無咳嗽或氣喘，感染可能性就不大」等錯誤内容。3個半小時後又發文致歉，稱「發放不正確的資訊，非常抱歉」，但此時錯誤訊息已被廣泛傳播[206]。
- 因應緊急事態宣言，大阪府公布未理會停業請求的波子機店店名，及後有人在BBS上發出炸彈威脅，大阪府警察循威力業務妨害嫌疑調查[207]。
- 東京都奥多摩町在林道設置鎖鏈，防止登山等休閑活動後，2020年5月3日發現有鎖鏈的鎖損壞，路障被搬走[208]。
- 2020年5月4日，靖国神社内的廁所有塗鴉攻擊出現全球首宗確診個案的武漢市。6月3日，疑犯因涉嫌干犯器物損壊等被捕，供稱塗鴉的字樣是想讓人們批判網絡右翼[209]。
- 2020年7月8日，因在鹿兒島市役所窗口要求提供COVID-19確診個案的個人資料，被拒絕後惱怒，打向放置在處理職員前的塑膠板，鹿兒島中央警察署拘捕一名60多歲服務業男子，懷疑他妨礙職員履行職務[210]。
- 隨著疫情擴大，不斷有人利用疫情進行電訊詐騙。分析認為，這是利用緊急事態宣言下，人們感到不安的心理，警察呼籲民眾多加防範[211]。
- 三重縣有確診個案住處被人擲石頭，玻璃被打破，墻壁亦遭塗鴉[212]。
- 在疫情引致的口罩短缺下，陸續有人收到不明人士發來的大量未訂購口罩，消費者廳及国民生活中心認為有較大可能是「強送商法」，提請民眾注意[213]。
- 陸續有接到疫情下自我約束請求後繼續營業的店鋪受到他人騷擾，亦有其他府縣號牌的車輛，確診個案及其家人，以及医療人員遭騷擾，傳媒將這些爭議行為稱作「自肅警察」[214]。

- 愛媛縣松山市有精神科醫院出現冠狀病毒患者群組，醫院部分患者使用的市内精神障礙者福祉設施郵箱收到傳單，要求「（運營福祉設施的NPO法人）停止運營」[215]。
- 受疫情影響，將宅配貨物放在玄關處的「放置配送」愈發普及，陸續有放置配送的貨物被盗[216]。

## 新生活樣式
2019新型冠狀病毒疫情下，社會提倡「新生活樣式」，舉辦宴会時不用自助餐形式(放題)，改為提供套餐料理及便当。客人不互相斟酒亦是「新生活樣式」的一種。由於互相交換名片可能接触感染病毒，在線交換名片亦可防止接触感染。
考慮到感染風險，災害時難以動員大量義工，能前往現場的只有部分有專業知識的義工，支援方法可能發生變化。避難時亦不能全部前往避難所，而是需要分散避難，有人可能選擇在家避難或住在車上，令行政機構難以掌握受災者狀況或提供食物，需要考慮如何應對。
有意見認為，與其面試時戴口罩，不如改為在線面試更能了解對方，故不少公司考慮到学生及員工安全，決定將面試改在萬維網進行。除這些原因外，住得遠的面試者可能在前往面試途中感染，亦為考慮因素之一。因網上面試更容易招募到住得遠的人，愈來愈多公司對求職者開放網上面試。
由於遠隔工作普及，在家工作者增加，新勞務管理理念認為，員工應有「選擇工作時間、地點的權利」及「離線權」，需要制定規則，規範公司及顧客可聯絡員工的時間帶。有觀點推測，在遠隔工作下，商業用品及都心辦公室、寫字樓需求將減少，业务將逐漸由上門訪問改為網上傾談，終身雇用、年功序列將逐漸被绩效工资取代。
受長期待在家中的影響，不少人減少購買與人会面時的精緻服裝、包、鞋子及飾品，轉向快時尚及电子商务。不少服裝業者關閉有固定費用的店鋪及百貨店鋪頭，改為經營電子商務。評論家及經濟學者森永卓郎提及日本每年會丟棄超過10億件新服飾，指「服裝業界透過推動色彩及形式潮流，銷售一些樣式無甚分別，只會穿1、2次的服飾。但疫情令人們發現，原來不需要如此多的衣服。業界需要轉向可持續發展，不貪求數量，而是重視服飾個性，為消費者提供可長期穿著的服裝」。
吃串炸時，嘴碰過的食物一般不能再放入不鏽鋼容器的調味汁中，而在2019新型冠狀病毒疫情下，有不少店鋪選擇提供樽裝調味汁。
零售商店停止提供食品樣品試吃服務，由於擔心現金上帶有病毒，無現金支付亦獲推進。
在疫情下，不少人改為在家吃飯。飲食店的營業許可只准售賣由「飯」及「小菜」組成的便當，若要單賣配菜，就要申請總菜製造業許可。燒肉店單賣生肉亦須獲得食肉販賣業、食肉製品業的營業許可，而拉麵店單賣自製叉燒，則需獲得食肉製品製造業許可。若選擇購買外賣店、宅配餐食，或在炎熱夏季，透過Uber Eats向10分鐘路程以上的店鋪下單在家吃，則又會擔心食物中毒。

## 註解
1. ↑  平時生產中小型液晶。
2. ↑  Biore u 手指消毒液、Hand Squish EX（業務用）。

## 外部連結
- 新型冠狀病毒感染症準備（页面存档备份，存于） - 首相官邸
- 新型冠狀病毒感染症對策（页面存档备份，存于） - 内閣官房
- 新型冠狀病毒感染症關聯（页面存档备份，存于） - 經濟產業省
- 關於新型冠狀病毒感染症（页面存档备份，存于） - 厚生勞動省
- 關於新型冠狀病毒感染症（页面存档备份，存于） - 農林水產省
- 關於新型冠狀病毒相關感染症對策的相關應對（页面存档备份，存于） - 文部科学省
- 新型冠狀病毒感染症對策關聯（页面存档备份，存于） - 總務省
- 特設網站 新型冠狀病毒（页面存档备份，存于） - NHK NEWS WEB